# Malevil
Malevil es una novela de ciencia ficción escrita por el francés Robert Merle y publicada en 1972.
En 1981 se grabó una película homónima basada en el libro de Merle y dirigida por Christian de Chalonge.

## Sinopsis
La novela narra el fin de la civilización moderna a causa de un repentino apocalipsis nuclear, y la acción transcurre en la campiña francesa durante la década de 1970. Los protagonistas son Emmanuel Comte, exdirector de una escuela y actual criador de caballos y dueño de Malevil, y sus amigos de la infancia que por casualidad se encontraban junto a él cuando sucedió la catástrofe.
La novela desarrolla la lucha por sobrevivir y reconstruir la región que llevan adelante los protagonistas a la vez que trata temas como el papel de la religión y la política en la vida humana antes y después de la caída de la civilización moderna.

## Premios
- La novela ganó el premio John W. Campbell Memorial en 1974, junto con Cita con Rama de Arthur C. Clarke.[2]

| Predecesor                           | Premios de Malevil                                               | Sucesor                                                |
| ------------------------------------ | ---------------------------------------------------------------- | ------------------------------------------------------ |
| Apolo y después de Barry N. Malzberg | Premio John W. Campbell Memorial (1974, junto con Cita con Rama) | Fluyan mis lágrimas, dijo el policía de Philip K. Dick |